# Jean-Jacques Herbulot
Pour les articles homonymes, voir Herbulot.
Jean-Jacques Herbulot né le 29 mars 1909 à Belval (Ardennes) et mort le 22 juillet 1997 à Blois est un architecte naval français. Il est l'auteur de plus de 68 plans de voiliers, dont certains modèles populaires comme le Vaurien (dériveur), la Caravelle, le Corsaire et le Mousquetaire. Jean-Jacques Herbulot est reconnu comme l'un des acteurs de la démocratisation de la voile dans les années 1950.

## Biographie

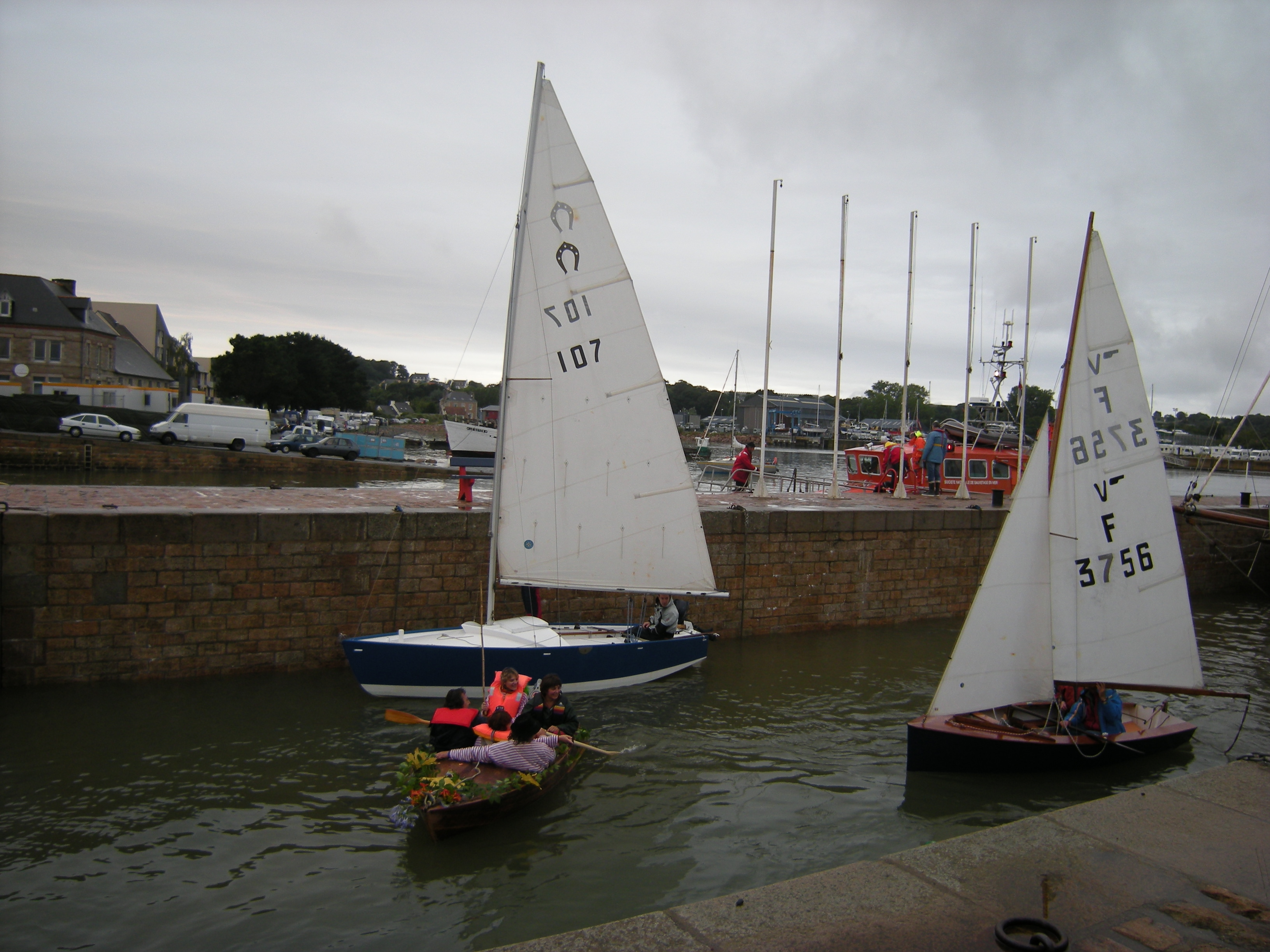
Vaurien et Cavale

### Navigateur et régatier
En 1928, il découvre la voile sur un monotype de Chatou, près de Paris. Il navigue en régate comme équipier à Deauville sur le 8 m J.I. Aile VI de Virginie Hériot qui remporta la Coupe de France en 1929. De 1930 à 1939 il a été plusieurs fois sacré champion de France sur son Star no 686, Tramontane. Il représente la France aux Jeux olympiques de Los Angeles en 1932 en Star, avec son Tramontane, il échoue au pied du podium, tandis que Jacques Lebrun remporte la médaille d'or en snowbird, la série solitaire. Il sera également sélectionné  aux Jeux olympiques de Kiel en 1936 en Star avec un nouveau star nommé Fada, aux Jeux olympiques de Torquay en 1948 en Firefly et aux Jeux olympiques de Melbourne en 1956 en 5,50 m J.I.. Il est également présent aux Jeux olympiques d'Helsinki en 1952.

### Les débuts
Issu d'une famille d'ingénieurs, il suit des études d'architecture à l'École des Beaux-Arts et devient architecte DPLG en 1930. Il effectue son service militaire dans l'aviation (lieutenant de réserve). En 1937 il construit le premier exemplaire du Sharpie 9 m2, monotype de rivière choisi par le CVP (le Cercle de la Voile de Paris). En 1940, pendant l'occupation, il entreprend de construire un voilier, avec des moyens réduits : des planches qu'il va chercher à vélo, un rabot à maquettes, des outils de fortune ; ce sera le Dinghy Herbulot de 4,50 m. Il crée aussi à cette époque l'Argonaute, un petit voilier d'initiation à quille, utilisé dans les centres de voile créés par le Commandant Rocq à l'instigation du ministre des sports de Vichy, le tennisman Jean Borotra. Après la guerre, de retour à Paris, il passe un concours de l'administration et devient architecte du 13e arrondissement. En 1946, il s'associe à François Sergent, architecte naval, pour concevoir le Grondin, un petit voilier de croisière de 6,60 mètres destiné à la construction amateur. Les plans de ce bateau seront repris en 1957 pour remplacer le bois par du contreplaqué.
Il régate activement dans les années 1940 et 1950 sur le bassin de Meulan dans la série des Caneton, toutefois les bateaux à bouchains vifs de construction classique qu'il dessine dans le cadre de cette série « à restrictions » sont moins efficaces que les dessins d’André Cornu ou de François Sergent, en partie à cause de fonds au « V » trop marqué.

### Pour les Glénans
Philippe Viannay, célèbre Résistant, fondateur du Centre Nautique des Glénans, est séduit par l'Argonaute, dont il a récupéré après la libération un certain nombre d'exemplaires dans une base de voile crée à l'instigation du régime de Vichy. Il lui demande de dessiner un voilier plus grand, capable de naviguer en mer, le Cotre des Glénans. Dans les années 1950, une collaboration durable va s'établir entre Herbulot et le Centre Nautique. Les valeurs de simplicité et de sécurité issues de cette école de voile combinées au savoir-faire de cet architecte pour utiliser le contreplaqué marine à la place du bois massif vont aboutir à la création de bateaux fonctionnels et peu coûteux. Pour remplacer l'Argonaute, il dessine le dériveur léger Vaurien (1951) qui va connaître un grand succès : il est produit à ce jour à plus de 36 000 exemplaires. Il dessine une prame de service qui recevra une voilure en 1952 et deviendra la fameuse Caravelle des écoles de voile. L’architecte pense à un bateau d’initiation à la croisière côtière : ce sera la naissance du Corsaire.

### Voiliers habitables
Le Corsaire (1953), construit depuis à plus de 3000 exemplaires, est son dessin de voilier habitable le plus connu. Il sera suivi par beaucoup d'autres, d'abord construits en contreplaqué, puis aussi en stratifié et en aluminium : la Corvette (1957), le Maraudeur (1958), le Cap Vert, le Cap Camarat (1959), la Frégate (1960), le Pacha, le Midship et le Milord en plastique (1961), la série des As (As de Trèfle, As de Cœur, As de Pique) et l'Aventure en contreplaqué, le Noroît et la Galaxie (coques en aluminium) en 1962 et 1963, l'Océanix, le Mousquetaire (1965), le Mousquetaire Club, la Cavale, le Mirage 722 en aluminium (1966), l'Etendard, ketch de croisière en stratifié (1968).
Ses plus grands voiliers seront en contreplaqué, non plus à bouchains vifs mais en formes: le Gouverneur (1965), l'Ambassadeur, l'Empereur 14,50 m et la famille des Gallian et Beaufort dont le plus grand fait 18 m.
Toujours dans le concept "contreplaqué et faible tirant d'eau", il dessine plusieurs voiliers à dérives relevables, le Baladin (1976), le Velizy II (1978) et le Sinagot (1981), un dériveur intégral (bi-dérive) de 8,40 m en contreplaqué, dessiné à la demande de Pierre Viannay. Un de ses derniers plans doit être le Figaro Six (1982), lui aussi en contreplaqué et dériveur comme le Vaurien trente ans plus tôt.

## L'utilisation du contreplaqué
Jean-Jacques Herbulot était convaincu des capacités du contreplaqué. Il part d'un constat simple : la construction navale traditionnelle (en bois massif) est complexe et longue à mettre en œuvre; la quantité de bois nécessaire rend les constructions lourdes et onéreuses. Le contreplaqué, de par ses caractéristiques mécaniques supérieures, sa rigidité et sa légèreté, utilise au mieux les qualités du bois. Cloisons et aménagements intérieurs faisant raidisseurs constituent une part importante de la structure primaire qui est simplifiée et allégée; les membrures sont supprimées et les bordés en contreplaqué participent à la structure du bateau. Ce choix structurel donne à ces voiliers leur allure caractéristique de coques à facettes dites à "bouchains vifs".

### Exemples
J.J Herbulot : « Le Corsaire... conçu en particulier pour utiliser au maximum les possibilités qu'offrait la construction en contreplaqué marine... les dimensions principales et en particulier sa longueur ont été déterminées par celles des feuilles standard du contreplaqué. » « Le Trèfle été dessiné pour essayer de tirer le meilleur parti de la construction en contreplaqué... L'un des principaux points du programme étant d'obtenir un prix de revient aussi bas que possible, la recherche de la simplicité, tant dans les formes que dans la structure, a été la règle permanente. C'est donc dans cet esprit qu'une seule cloison en contreplaqué épais a remplacé le caisson épontille des dessins précédents, que les sièges de cockpit ont été montés jusqu'au pont, qu'un aileron spécial fixe porte-lest a été préféré au système dérive aileron porte-lest. ».

### Les années contreplaqué
La conception de voiliers légers en contreplaqué est une étape caractéristique de l'évolution de l'architecture navale. Un précurseur de l'emploi du contreplaqué est l'architecte naval hollandais Van de Stadt (en), avec le 6,50 m Valk en 1939 et le 12 m Zeevalk en 1949. Ce type de construction a été lancé en France par Herbulot en 1951 et continué dans les années 1953-1965 par Costantini (le Jauge C en 1953, le Tarann en 1961, le Pen Duick II de Tabarly en 1963), Philippe Harlé (Muscadet, Armagnac), André Mauric (Challenger) et d'autres.

## Plans pour les constructeurs amateurs
Cette nouvelle approche structurelle et la technique du bois collé permettent aux constructeurs amateurs d'aborder la construction en contreplaqué et en bois moulé : après le Grondin 57, ce seront le Cap Horn 6,50 m (en 1955) et puis le Cap Corse 5,75 m, dérivé du Corsaire, proposés en kit ou sur plans, puis en 1957 le dériveur léger Dinghy 4,25 m renommé ensuite Boucanier.
Le Vaurien avait acquis en 1965 le statut de série internationale attribuée par l'I.Y.R.U, ce qui interdisait la construction amateur. Début 70 Herbulot proposa une méthode de construction contre-plaqué destinée à la construction amateur. Les plans du Vaurien sont toujours disponibles auprès de l'association de cette classe monotype.
La construction du Corsaire ne se faisait que professionnellement sur mannequin; dès 1974, le mode de construction a été revu par Herbulot pour la construction amateur : la coque est montée sur un ensemble de 4 cloisons qui forment, avec le gabarit de montage et les carlingues, une structure qui reçoit les bordés et le pontage. L’utilisation des résines époxy et la pratique du joint congé ont facilité les techniques d’assemblage et de finition.
En 1975, le journal Le Figaro lancera la diffusion du plan d'un croiseur côtier le Figaro 5 dont quelque 2000 plans seront vendus en trois ans. Il sera suivi en 1982 par celui du Figaro 6.

## Maître voilier
Avant guerre, il fait ses voiles lui-même, avec l'aide d'Hélène qui deviendra son épouse. Il en fait aussi pour les autres. J.J. HERBULOT a également développé et produit, de 1950 à 1960, le spinnaker à laizes en diagonales qui équipera presque tous les 5,50 M JI des Jeux de Melbourne (en 1956) et le 12 M JI anglais Sceptre pour la Coupe de l'America (en 1958).Pour réaliser cet immense spinnaker (la jauge 12M JI ne limitait pas la bordure des spis à  l'époque), il réquisitionne la salle de bal de la mairie du 13e arrondissement ainsi qu'une escouade de petites mains venues des ateliers de mode parisiens.
Le Challenger britannique Sceptre dessiné par David Boyd et barré par Graham Mann est un bateau nettement inférieur au Defender américain, (Le très réussi Columbia, sur plans Sparkman et Stephens, barré par Briggs Cunningham, régatier mais aussi coureur automobile) mais sur les bords de largue et de vent arrière, lorsque les spis Herbulot à chevrons sont envoyés ils permettent au bateau britannique de refaire en partie son retard et même de reprendre temporairement la tête de la régate, sans toutefois lui assurer la victoire au classement général.
Jean-Jacques Herbulot évoque les spinnakers de course et de croisière dans un article de la revue Nautisme

## Publications
- L'accastillage (l'équipement technique) des dériveurs de compétition[18].
- "La bonne conduite du Vaurien", texte et dessins de Jean-Jacques Herbulot, avec une introduction de Philippe Viannay (1954)
- "Yachting léger Au vent arrière", Les Cahiers du yachting no 50 janvier 1956.
- "Le choix d'un voilier", "Quelques yachts de course-croisière", dans "le grand Livre du Yachting", tome II Plaisance, Éditions René Kister, Genève, 1957.
- "Les règles de priorité en course"[19].
- "Les barres automatiques" (régulateur d'allure ou pilote automatique)[20].
- "A bord d'un 12 m JI"[21].
- "Des Voiliers Pour Tous par la construction amateur" en 1969.

## Ses voiliers
- Ambassadeur 10,40 m
- Arche
- Argonaute 3,80 m[22]
- As de Cœur 5,05 m
- As de Pique 8,53 m[23],[24]
- As de Trèfle 6,30 m[25]
- Aventure 8,75 m[26]
- Baladin 7,60 m[27]

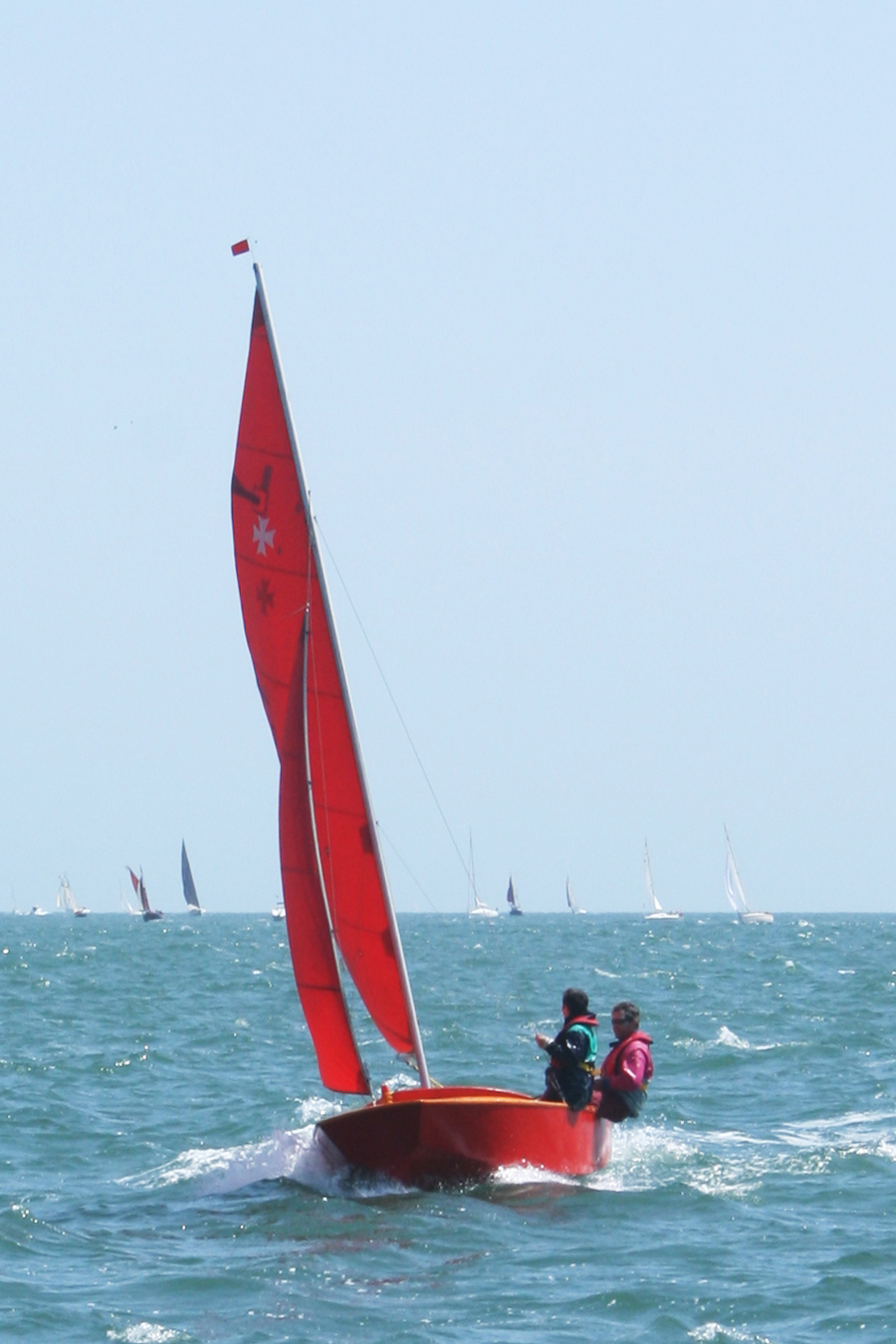
Une Caravelle (dériveur)

- Baleinière (des centres de formation)
- Beaufort 14[28], 16[29] et 18 m
- Boucanier, 4,25 m[30]
- Bourgogne 4,90 m[31]
- Brick 7,95 m[32]
- Brigantine
- Caneton à restrictions, caneton Canadel
- Canoe solo
- Cap Camarat 11 m, ketch
- Cap Corse 5,75 m[33]
- Cap Horn 6,50 m[34]
- Cap Vert 8,00 m[35]
- Caravelle 4,60 m[36]
- Caravelle en plastique
- Caragogne[37]
- Carrick (ketch)
- Cavale[38]
- Corsaire[39]
- Corsaire JOG 5,50 m[40]
- Corvette 7,00 m[41]
- Cotre des Glénans type I 7,50 m
- Cotre des Glénans, type II 8,20 m[42]
- Damoiselle 5.50 m
- Dinghy Herbulot 4,50 m[43]
- Djinn 5,0 m[Note 2]
- Dogre des Glénans 8,20 m[44]
- Empereur 14,50 m
- Etendard 9,20 m[45]
- Etoile du Noroit 4,75 m[46]
- Figaro Cinq et Figaro Six[47]
- Flibustier, dériveur 4,80 m[48]
- Frégate (sloop) 9,08 m[49]
- Galaxie 4,20 m[50]
- Galion 4,60 m, dériveur
- Gallian 13 m[51]
- Goélette 16 et 18 m
- Gouverneur 12,40 m[26]
- Grondin 6,60 m[Note 3]
- Grondin 57 (6,65 m)[52]
- Iroise
- Javotte
- Kotick 6,10 m [53] Cahier des charges par Jean Benquet[54]
- Lacustre 6,20 m[55]
- Léopard 9,26 m[56]
- Liberté 6,18 m[57]
- Maraudeur, 4,83 m[58]
- Midship 5,38 m[59]
- Milord 7,70 m[60]
- Mousquetaire[61]
- Mirage 7,22 m[62]
- Mis-Ship 4,55 m[Note 4]
- Motor-Sailer 13 et 16 m
- Noroit 5,45 m[63]
- Oceanix 5,60 m[64]
- Oceanix TS 5,60 m[Note 5]
- Pacha 6,10 m[65]
- Picnic 5,70 m[66]
- Sinagot 8,40 m[67]
- Super Frégate 10,35 m[68]
- Super Kotick 6,10 m[69]
- Surcouf 5,50 m[70]
- Tarpoun
- Triton Scout
- Vaurien[71]
- Vulcain 1[72]
- Velizy II 6,60 m[73]